# Centre de recherche et d'étude en droit et science politique
 (octobre 2011).
Équipe d'accueil (EA 902), le Centre de Recherche et d'Étude en Droit et Science Politique (CREDESPO) regroupe : 39 enseignants-chercheurs, 1 ingénieur, 3 professeurs émérites et  79 Doctorants. Il est rattaché à l'École Doctorale 491 "Langages, Idées, Sociétés, Institutions, Territoires" (LISIT).
Le CREDESPO est issu, en 2007, de la fusion de trois équipes d'accueil : le Centre d'Étude et de Recherche Politiques (CERPO, fondé en 1959 par Léo Hamon), le Centre de Recherche en Droit Public Economique (CRDPE) et le Laboratoire de Droit Privé Appliqué (LDPA, anciennement, Centre de recherche juridique sur les marchés - CERJUMA, créé en 1979).

## Thématique de recherche
Le CREDESPO organise ses travaux de recherche autour de la thématique de "La démocratie, la garantie des droits et les citoyennetés".
À travers cette thématique commune, le CREDESPO transcende les clivages classiques entre privatistes, publicistes et politistes pour mener de véritables recherches pluridisciplinaires. 
La thématique commune permet l’étude de la transformation du droit et des institutions dans une perspective historique et contemporaine, nationale et comparative.
Les recherches du CREDESPO s'articulent autour de 4 équipes :
• Équipe 1 : Droit constitutionnel, Sciences Politiques et Histoire des Idées Politiques
• Équipe 2 : Droit international, Relations internationales, Droit européen et Droit communautaire
• Équipe 3 : Patrimoine (personne, habitat, environnement)
• Équipe 4 : Service public (justice, fonction publique, finances publiques)